# مديرية عمد

تعديل مصدري - تعديل

مديرية عمد إحدى مديريات محافظة حضرموت في شرق اليمن. بلغ عدد سكانها 20052 نسمة عام 2004.

موقع مديرية عمد في محافظة حضرموت